# Даніел Наумов
Даніел Генадієв Наумов (болг. Даниел Генадиев Наумов, нар. 29 березня 1998, Гоце Делчев, Болгарія) — болгарський футболіст, воротар грецького клубу ОФІ та національної збірної Болгарії.

## Ігрова кар'єра

### Клубна
Даніел Наумов починав свою футбольну кар'єру в рідному місті Гоце Делчев. Провівши один рік в столичному ЦСКА, у 2015 році воротар приєднався до клубної академії «Лудогорець».
Починав грати за другу клубну команду в Другому дивізіоні. 18 квітня 2017 року в кубковому матчі проти «Литекса» Наумов провів першу гру в основі команди. В чемпіонаті країни Наумов дебютував 28 травня 2017 року.
Другу половину сезону 2017/18 Наумов провів в оренді в клубі Першої ліги «Верея». В подальшому Даніел Наумов так і не став основним воротарем «Лудогорця» і влітку 2019 року він перейшов до клубу ЦСКА 1948, з яким підписав дворічний контракт. Вже в тому році за болгарським воротарем спостерігали агенти ряда англійських клубів.
У вересні 2024 року як вільний агент Наумов перейшов до грецького клубу ОФІ.

### Збірна
З 2015 року Даніел Наумов виступав за юнацькі та молодіжну збірну Болгарії, де був капітаном команди.
31 березня 2021 року у матчі відбору до чемпіонату світу 2022 року проти команди Північної Ірландії Даніел Наумов дебютував у складі національної збірної Болгарії.

## Титули
Лудогорець
 Чемпіон Болгарії: 2016/17
 Переможець Суперкубка Болгарії: 2018